# Ridha Ben Mustapha
Ridha Ben Mustapha (arabe : رضا بن مصطفى), né le 29 octobre 1950 à Monastir, est un footballeur tunisien ayant évolué comme milieu de terrain à l'Amicale de Lucé dans les années 1970.

## Biographie
Ridha Ben Mustapha joue avec l'Amicale de Lucé en Division 3 au milieu des années 1970. En 1976, l'équipe remporte sa poule et accède en deuxième division. Il y joue trois saisons et plus de quarante matchs.

## Statistiques
| Saison                | Club                  | Championnat           | Championnat | Championnat | Coupe(s) nationale(s) | Coupe(s) nationale(s) | Total | Total |
| Saison                | Club                  | Division              | M.          | B.          | M.                    | B.                    | M.    | B.    |
| 1973-1974             | Amicale de Lucé       | D3                    | -           | -           | 1                     | -                     | 1     | 0     |
| 1974-1975             | Amicale de Lucé       | D3                    | -           | -           | -                     | -                     | 0     | 0     |
| 1975-1976             | Amicale de Lucé       | D3                    | -           | -           | -                     | -                     | 0     | 0     |
| 1976-1977             | Amicale de Lucé       | D2                    | 5           | 1           | -                     | -                     | 5     | 1     |
| 1977-1978             | Amicale de Lucé       | D2                    | 17          | -           | -                     | -                     | 17    | 0     |
| 1978-1979             | Amicale de Lucé       | D2                    | 20          | 1           | -                     | -                     | 20    | 1     |
| 1979-1980             | ?                     |                       | -           | -           | -                     | -                     | 0     | 0     |
| 1980-1981             | US Melun              | D3                    | -           | -           | 1                     | -                     | 1     | 0     |
| Total sur la carrière | Total sur la carrière | Total sur la carrière | 42          | 2           | 2                     | 0                     | 44    | 2     |